# Майкл Франкс
Майкл Франкс (англ. Michael Franks; нар. 23 вересня 1963) — американський легкоатлет, який спеціалізувався в бігу на короткі дистанції.

## Спортивні досягнення
Чемпіон світу з естафетного бігу 4×400 метрів (1987). Срібний призер чемпіонату світу з бігу на 400 метрів (1983). Фіналіст (6-е місце) з естафетного бігу 4×400 метрів на чемпіонаті світу (1983, вистпав у попередньому забігу)
Бронзовий призер чемпіонату світу в приміщенні з бігу на 400 метрів (1987).
Переможець з бігу на 400 метрів та з естафетного бігу 4×400 метрів на Кубку світу (1985). 
Чемпіон Універсіади з бігу на 400 метрів (1987).
Переможець Студентського чемпіонату США в приміщенні з бігу на 400 метрів (1985).